# Bottjärnen
Bottjärnen är en sjö i Degerfors kommun i Närke och ingår i Norrströms huvudavrinningsområde.